# Calle de San Antonio (Vitoria)
La calle de San Antonio es una vía pública de la ciudad española de Vitoria.

## Descripción
La vía, que adquirió título propio en torno al año 1820, discurre desde la confluencia de las calles del General Álava y de Becerro de Bengoa, en la plaza del General Loma, hasta el paseo de la Universidad. Tiene cruces con las de San Prudencio, de la Florida y de Manuel Iradier.
Aparece descrita en la Guía de Vitoria (1901) de José Colá y Goiti con las siguientes palabras:

Calle de San Antonio.—Nombre primitivo. Se le dió este título hacia el año 1820 y en 1881 se le agregó parte de la plaza de la Unión. Principia en la plaza de Loma y concluye en la cerca de la estación del ferrocarril del Norte. El número 14 es una vivienda particular, habilitada para convento de las Adoratrices.
(Colá y Goiti, 1901, p. 54)

A lo largo de los años, han tenido sede en la calle una institución benéfica de nombre Gota de Leche, la Mutua General de Seguros, el Montepío Diocesano, la Procura de la Misión de los Ríos, el estudio de arquitectura de Jesús Guinea y Miguel Mieg, el Círculo Jaimista, el colegio de los Corazonistas, la Unión Comercial, Fabril e Industrial, el Club Alavés, el Centro de Control de la Patata de Siembra, la Jefatura Provincial del Movimiento y la delegación de la Central Nacional Sindicalista, entre otras instituciones y varios comercios. Vivieron y murieron en la calle Eulogio Serdán, periodista, escritor y autor de obras como Rincones de la historia de Álava y Vitoria. El libro de la ciudad, además de alcalde de la ciudad entre 1910 y 1912, y José Lejarreta, alcalde entre 1941 y 1944.